# Taekwondo in Suriname
Taekwondo deed in Suriname zijn intrede in de jaren 1960. In 1977 werd de Surinaamse Taekwondo Associatie opgericht. De bond is lid van de Pan-American Taekwondo Union en de International Taekwon-Do Federation.

## Geschiedenis

### Eerste ontwikkelingen

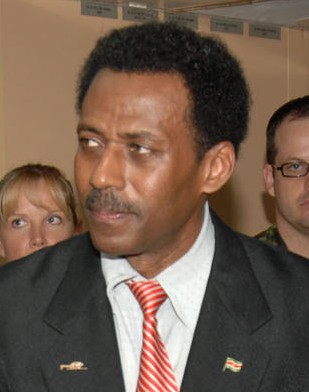
Ivan Fernald, goud tijdens de Pan-Amerikaanse kampioenschappen (1984); later werd hij minister van Defensie (2005-2010)

Frank Doelwijt was in de jaren 1960 in Suriname een van de beoefenaars van taekwondo. Hij had de sport geleerd van een zoon van een Nederlander en Indonesische die in dienst was van de troepenmacht in Suriname. Hij leerde Eric Lie basiskennis van de krijgssport. Later was Doelwijt daarnaast ook nog betrokken bij de karatesport in Suriname.
Vervolgens richtte Terry Agerkop in 1968 de school Hwarang do op. De naam ontleende hij aan een groep vrijheidsstrijders uit het 10e-eeuwse Korea met de naam Hwarang. Doelwijt en Lie werden lid van zijn school en door de voorsprong die zij hadden, maakten zij bij de eerste examens meteen een overstap naar de groene band. In 1970 verliet Agerkop Suriname en droeg hij zijn taekwondoschool over aan Doelwijt en Lie. De eerste groep bestond uit tien leerlingen, onder wie Romeo Rolador die vijftig jaar later nog betrokken is bij de sport. In 1973 werd Jos Ho Sack Wa de eerste nationale taekwondokampioen van Suriname.
Doelwijt en Lie waren ook internationaal actief. In 1974 reisde Doelwijt met het Nederlandse team naar de WK in Montreal, waar het team de tweede plaats behaalde voor speciale technieken. Van 1974 tot 1978 was hij lid van het bestuur van de International Taekwon-Do Federation. Ondertussen werd Suriname geregeld bezocht door internationale taekondobeoefenaars.

### Professionalisering
Op 1 augustus 1977 werd de Surinaamse Taekwondo Associatie door vijf Surinaamse taekwondoscholen opgericht. In december van dat jaar werden voor het eerst jeugdkampioenschappen in Suriname georganiseerd, waaraan zowel jongens als meisjes deelnamen. Ervoor vonden de kampioenschappen voor senioren plaats. In 1979 reisde een team naar de wereldspelen in Toronto, waar Mirjam Burkhard de titel Grand Champion van het toernooi verwierf. Een jaar later deed ze opnieuw mee en behaalde zij de zilveren medaille.
In oktober 1979 werd de budo-organisatie opgericht voor de vechtsporten in Suriname. Hier maakte ook de taekwondosport van Suriname deel van uit. In 1982 viel deze organisatie uit elkaar. In 1980 werd een toernooi in Suriname georganiseerd met Aruba en Guyana als gastlanden. Dit was het eerste internationale taekwondotoernooi van Suriname. Van 1984 tot 1988 was Gerard Alberga vicepresident van de Pan-American Taekwondo Union. In hetzelfde jaar organiseerde de Surinaamse Taekwondo Associatie de 44e Pan-Amerikaanse Taekwondokwampioenschappen. Ivan Fernald behaalde goud en was daarmee de eerste Pan-Amerikaanse kampioen van Suriname. Verder behaalden Surinaamse sporters  nog twee zilveren en twee bronzen medailles tijdens het toernooi.

### 21e eeuw
Een van de talenten rond de jaren 2010 zijn Tosh van Dijk bij de heren en Serena van Dijk bij de dames. Hij was de vlagdrager tijdens de Olympische Jeugdzomerspelen van 2010. In 2014 won hij brons tijdens de Centraal-Amerikaanse en Caraïbische Spelen.
In de Congreshal in Paramaribo organiseert Arthy Lie sinds 2007 jaarlijks de Suriname Open, ook wel Arthy Lie's International Taekwondo Tournament genoemd. Hieraan doen deelnemers uit een aantal landen in de regio mee.